# Bomba hidràulica

Flux de fluid en una bomba d'engranatges externa

Una bomba hidràulica és una bomba pensada per alimentar màquines hidràuliques o altres sistemes hidromecànics. Transforma l'energia mecànica de rotació en energia hidràulica, seguidament transmesa pel fluid transportat per canalitzacions cap a receptors (cilindre o motor hidràulic). Les seves característiques principals són la cilindrada i la seva capacitat de resistir a la pressió. En funcionament, una bomba genera un flux, però la pressió depèn de la resistència del receptor (motor o cilindre hidràulic). En aquest moment, l'energia hidràulica es transforma de nou en energia mecànica linear o rotativa.

Un gerotor (la imatge no mostra l'admissió ni l'escapament)

## Ús
Les bombes hidràuliques s'utilitzen en sistemes d'accionament hidràulic i poden ser hidroestàtiques o hidrodinàmiques. Una bomba hidràulica és una font d'energia mecànica que converteix l'energia mecànica en energia hidràulica (energia hidroestàtica, és a dir, cabal, pressió). Genera flux amb prou potència per superar la pressió induïda per la càrrega a la sortida de la bomba. Quan una bomba hidràulica funciona, crea un buit a l'entrada de la bomba, que força el líquid del dipòsit a la línia d'entrada a la bomba i per acció mecànica lliura aquest líquid a la sortida de la bomba i l'obliga al sistema hidràulic. Les bombes hidroestàtiques són bombes de desplaçament positiu mentre que les hidrodinàmiques poden ser bombes de desplaçament fix, en les quals no es pot ajustar el desplaçament (flux a través de la bomba per rotació de la bomba) o bombes de desplaçament variable, que tenen una construcció més complicada que permet el desplaçament ser ajustat. Les bombes hidrodinàmiques són més freqüents en el dia a dia. Totes les bombes hidroestàtiques de diversos tipus funcionen segons el principi de la llei de Pascal.

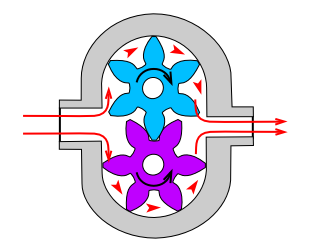
Bomba d'engranatges amb dents externes, tingueu en compte el sentit de rotació dels engranatges.

## Tipus

### Bombes d'engranatges

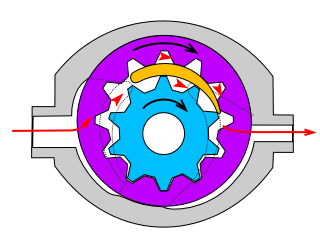
Bomba d'engranatges amb dents internes

Les bombes d'engranatges (amb dents exteriors) (desplaçament fix) són bombes senzilles i econòmiques. El volum escombrat o desplaçament de les bombes d'engranatges per a hidràulica serà d'uns 1 a 200 mil·lilitres. Tenen la menor eficiència volumètrica ({\displaystyle \eta _{v}\approx 90\%}) dels tres tipus de bombes bàsiques (bombes d'engranatges, paletes i pistons) Aquestes bombes creen pressió a través de l'engranatge de les dents de l'engranatge, que força el fluid al voltant dels engranatges a pressionar el costat de sortida. Algunes bombes d'engranatges poden ser força sorolloses, en comparació amb altres tipus, però les bombes d'engranatges modernes són molt fiables i molt més silencioses que els models antics. Això es deu en part als dissenys que incorporen engranatges dividits, dents d'engranatges helicoïdals i perfils de dents de major precisió/qualitat que engranen i desengranen més suaument, reduint l'ondulació de pressió i els problemes perjudicials relacionats. Un altre atribut positiu de la bomba d'engranatges és que l'avaria catastròfica és molt menys freqüent que en la majoria dels altres tipus de bombes hidràuliques. Això es deu al fet que els engranatges desgasten gradualment la carcassa i/o els casquilles principals, reduint gradualment l'eficiència volumètrica de la bomba fins que és gairebé inútil. Sovint, això passa molt abans del desgast i fa que la unitat s'enganxi o es trenqui.

### Bombes de paletes rotatives

Bomba de paletes de desplaçament fix

Una bomba de paletes rotatives és una bomba de desplaçament positiu que consisteix en pales muntades a un rotor que gira dins d'una cavitat. En alguns casos aquestes pales poden tenir una longitud variable i/o estar tensades per mantenir el contacte amb les parets mentre gira la bomba. Un element crític en el disseny de la bomba de paletes és com les pales es posen en contacte amb la carcassa de la bomba i com es mecanitzen les puntes de les paletes en aquest mateix punt. S'utilitzen diversos tipus de dissenys de "llavi", i l'objectiu principal és proporcionar un segell hermètic entre l'interior de la carcassa i la paleta, i alhora minimitzar el desgast i el contacte metall amb metall. Forçar la paleta fora del centre giratori i cap a la carcassa de la bomba s'aconsegueix mitjançant pales carregades per molla, o més tradicionalment, paletes carregades hidrodinàmicament (mitjançant el fluid del sistema a pressió).

### Bombes de caragol

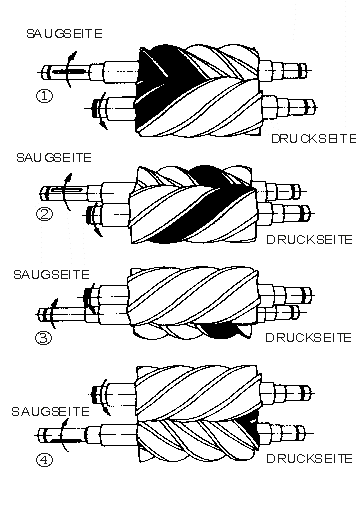
Principi de la bomba de caragol (Saugseite = entrada, Druckseite = sortida)

Les bombes de caragol (desplaçament fix) consisteixen en dos caragols d'Arquimedes que s'entrellacen i són tancats dins de la mateixa cambra. Aquestes bombes s'empren per a cabals elevats a pressió relativament baixa (màxim 100 bars (10,000 kPa)). S'usaven a bord de vaixells en què un sistema hidràulic a pressió constant s'estenia per tot el vaixell, especialment per a controlar les vàlvules de bola, però també per a ajudar a conduir l'aparell de direcció i altres sistemes. L'avantatge de les bombes de caragol és el baix nivell sonor d'aquestes bombes; tanmateix, l'eficiència no és alta.
El principal problema de les bombes de caragol és que la força de reacció hidràulica es transmet en una direcció axialment oposada a la direcció del flux.
Hi ha dues maneres de superar aquest problema:
1. col·loqueu un coixinet d'empenta sota cada rotor;
2. crear un equilibri hidràulic dirigint una força hidràulica a un pistó sota el rotor.

Tipus de bombes de cargol:
1. un sol extrem
2. doble extrem
3. únic rotor
4. multirotor cronometrat
5. multi rotor sense cronometratge.

### Bombes d'eix doblegat
Les bombes d' eix doblegat, les bombes de pistons axials i els motors que utilitzen el principi de l'eix doblegat, de desplaçament fix o ajustable, existeixen en dos dissenys bàsics diferents. El principi Thoma (enginyer Hans Thoma, Alemanya, patent 1935) amb un angle màxim de 25 graus i el principi Wahlmark (Gunnar Axel Wahlmark, patent 1960) amb pistons de forma esfèrica d'una sola peça amb la barra del pistó, els anells i el màxim. 40 graus entre la línia central de l'eix de transmissió i els pistons (Volvo Hydraulics Co.). Aquestes tenen la millor eficiència de totes les bombes. Tot i que, en general, les cilindrades més grans són aproximadament d'un litre per revolució, si cal es pot construir una bomba de volum escombrat de dos litres. Sovint s'utilitzen bombes de desplaçament variable perquè el cabal d'oli es pugui ajustar amb cura. Aquestes bombes poden funcionar en general amb una pressió de treball de fins a 350-420 bars en treball continu.

### Bombes de pistons axials en línia

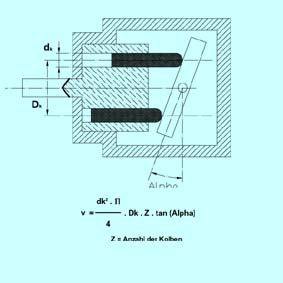
Bomba de pistons axials, principi de placa oscil·lant

Mitjançant l'ús de diferents tècniques de compensació, el tipus de desplaçament variable d'aquestes bombes pot alterar contínuament la descàrrega de fluid per revolució i la pressió del sistema en funció dels requisits de càrrega, la configuració màxima de tall de pressió, el control de la potència/ració i fins i tot sistemes totalment electro proporcionals, sense necessitat d'altres entrada que els senyals elèctrics. Això els fa potencialment un estalvi d'energia enorme en comparació amb altres bombes de flux constant en sistemes on la velocitat de rotació del motor principal/dièsel/elèctric és constant i el flux de fluid necessari no és constant.

### Bombes de pistons radials

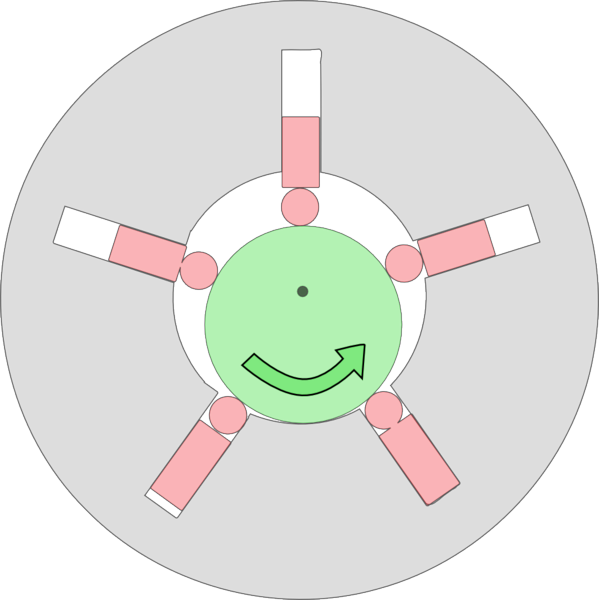
Bomba de pistons radials

Una bomba de pistons radials és una forma de bomba hidràulica. Els pistons de treball s'estenen en una direcció radial simètricament al voltant de l'eix motriu, en contrast amb la bomba de pistons axials.

## Bombes hidràuliques, fórmules de càlcul

### Flux
{\displaystyle Q=n\cdot V_{\text{stroke}}\cdot \eta _{\text{vol}}}
on
- {\displaystyle \scriptstyle Q}, cabal (m 3 /s)
- {\displaystyle \scriptstyle n}, freqüència de traç (Hz)
- {\displaystyle \scriptstyle V_{\text{stroke}}}, volum traçat (m 3)
- {\displaystyle \scriptstyle \eta _{\text{vol}}}, eficiència volumètrica

### Potència
{\displaystyle P={n\cdot V_{\text{stroke}}\cdot \Delta p \over \eta _{\text{mech}}}}
on
- {\displaystyle \scriptstyle P}, potència (W)
- {\displaystyle \scriptstyle n}, freqüència de traç (Hz)
- {\displaystyle \scriptstyle V_{\text{stroke}}}, volum traçat (m 3)
- {\displaystyle \scriptstyle \Delta p}, diferència de pressió sobre la bomba (Pa)
- {\displaystyle \scriptstyle \eta _{\text{mech,hydr}}}, eficiència mecànica/hidràulica

### Eficiència mecànica
{\displaystyle n_{\text{mech}}={T_{\text{theoretical}} \over T_{\text{actual}}}\cdot 100\%}
- {\displaystyle \scriptstyle n_{\text{mech}}}, percentatge d'eficiència de la bomba mecànica
- {\displaystyle \scriptstyle T_{\text{theoretical}}}, parell teòric per conduir
- {\displaystyle \scriptstyle T_{\text{actual}}}, parell real per conduir

### Eficiència hidràulica
{\displaystyle n_{hydr}={Q_{actual} \over Q_{theoretical}}\cdot 100\%}
- {\displaystyle \scriptstyle n_{hydr}}, eficiència de la bomba hidràulica
- {\displaystyle \scriptstyle Q_{theoretical}}, cabal teòric de sortida
- {\displaystyle \scriptstyle Q_{actual}}, cabal de sortida real